# Gómez Pereira

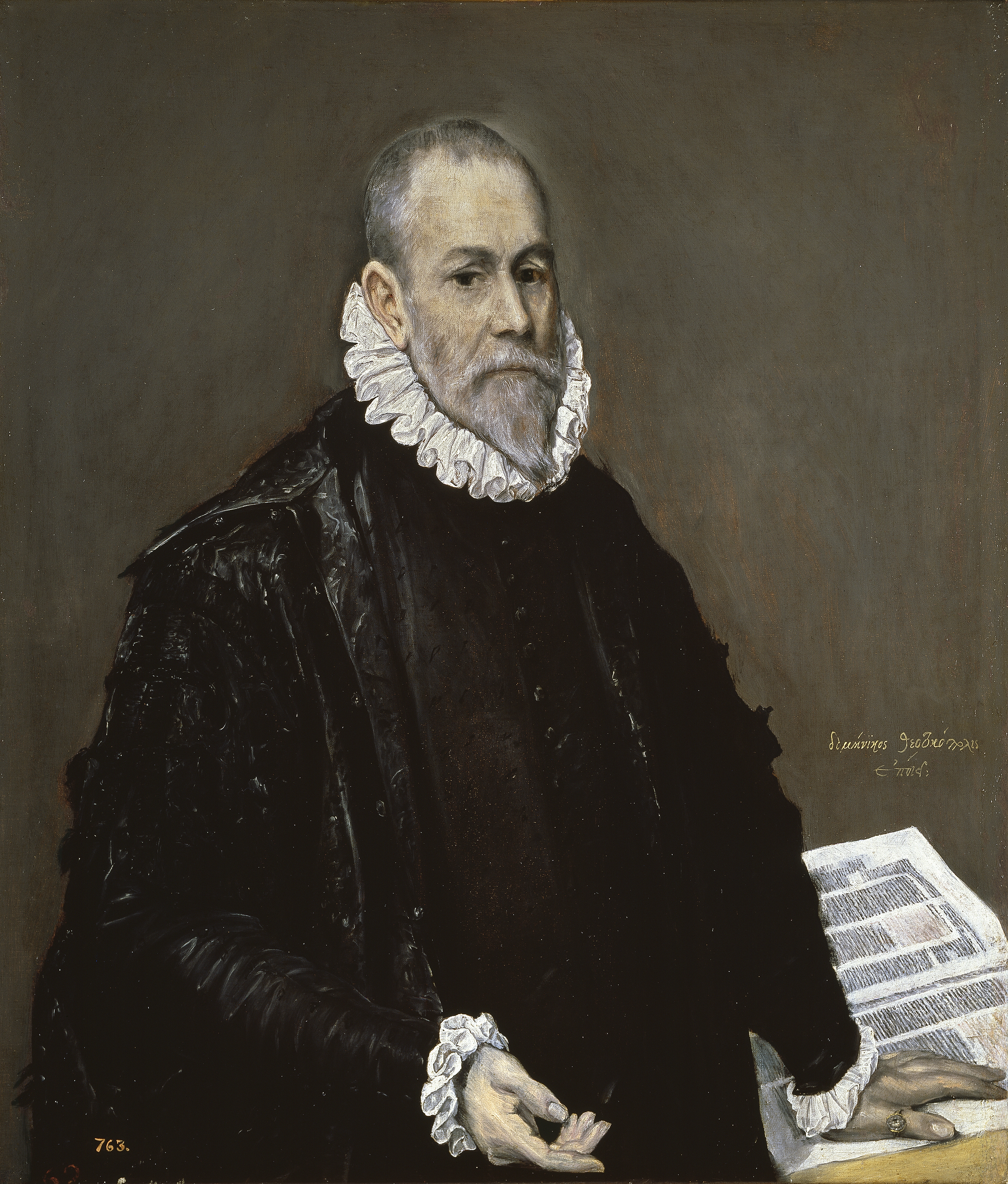
El Greco, Retrato de un médico, Madrid, Museo del Prado.

Gómez Pereira (Medina del Campo, 1500–1558) fue un filósofo, médico y humanista español, natural de Medina del Campo. Fue un afamado profesional de la medicina, aunque dedicó su tiempo a ocupaciones muy diversas, como los negocios, la ingeniería y, sobre todo, la filosofía. En el campo de la medicina fue un claro exponente del rechazo de los conceptos medievales proponiendo la aplicación de métodos empíricos; por lo que se refiere a la filosofía, su pensamiento es de orientación nominalista y sus razonamientos son un claro precedente de la corriente cartesiana.

## Biografía
No se sabe mucho de su vida, porque no hubo quien recogiera su semblanza por escrito; lo que se sabe de él es el resultado de la investigación de documentos inconexos a los que diversos investigadores han dado cuerpo, muchos de ellos relacionados con pleitos o negocios.
Nació en el año 1500, en Medina del Campo. Era el segundo de cinco hermanos; su padre, llamado Antonio Pereira, poseía una pequeña tienda de xerguería, es decir, de jergas o tejidos y paños de baja calidad en dicha villa; su madre, de nombre Margarita de Medina, murió en 1515 y sus hijos pasaron al cuidado de su tía Ana de Ávila. Se lo supone descendiente de una familia de judíos conversos procedentes de Portugal, según la testificación de un vecino en un pleito contra él: 

El dicho licenciado Pereira es onbre baxo e de baxo estado e calidad, porque su padre, es muy público y notorio que quando los rreyes catolicos, de gloriosa memoria, echaron a los jvdios de Castilla, el padre del dicho licenciado Pereyra se fue huyendo destos rreynos a Portugal e después boluio e se vino cristiano, e aun estuvo en la ynquisicion
Cristóbal de Galgo, Corregidor de Medina, año 1546

Ese origen portugués, que podría remontarse al abuelo Gómez Pereira del que tomó el nombre, fue motivo de confusión con el lugar de su nacimiento. El origen converso por el hecho de que hasta su matrimonio Gómez Pereira vivió con sus padres en una calle llamada Serranos que se sitúa donde los investigadores ubican la antigua judería de la villa («desde que nació e se crio en la mesma calle do este testigo vive e mora, que se dice calle de Serranos»).
Gómez Pereira estudió filosofía natural en la Universidad de Salamanca donde tuvo como profesor al nominalista Juan Martínez Silíceo (luego arzobispo de Toledo entre 1545 y 1557); allí, al parecer, intervino activamente en las disputas entre realistas y nominalistas, inclinándose por estos últimos al rechazar la autoridad de los viejos maestros frente al conocimiento que proporciona la experiencia y la razón. También estudió medicina en la misma universidad, concluyendo en el año 1520 sus estudios.
Posteriormente regresó a Medina donde se estableció como médico. Se casó con Isabel Rodríguez e instaló su casa en la Rúa Nueva (actualmente denominada calle Padilla) y de manera simultánea a su tarea como médico se ocupó de las actividades comerciales heredadas de su familia. Así, se sabe que era poseedor de un considerable capital que invertía en negocios muy diversos. Muchas veces fue encargado de tomar las rentas reales y gestionaba la recaudación de varias parroquias; además tenía sus propias bodegas y traficaba con sus vinos, también alquilaba habitaciones en su casa a los mercaderes que iban a las «Grandes Ferias del Reino» que tenían lugar en Medina. Falleció sin haber tenido hijos en una fecha no precisada, algunos sostienen que en 1558, aunque se conservan documentos de fechas posteriores: la patente del Molino de Sifón en 1563 y un documento notarial de 1567, que podrían demostrar que aún vivía en esos años.

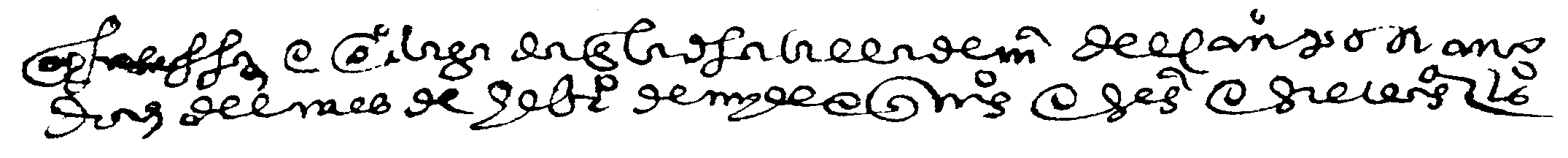
Documento notarial de 1567 firmado por Gómez Pereira

Su fama como médico rebasó los confines de Medina, ejerciendo en Burgos, Segovia, Ávila y otras ciudades importantes de Castilla. Incluso llegó a la corte de Felipe II desde donde fue reclamado para asistir al príncipe Carlos, malogrado heredero al trono que había sufrido un grave accidente y que, gracias a su intervención, pudo vivir hasta 1568. Se interesó, además, por la construcción de artilugios hidráulicos; de hecho, con su compañero Francisco Lobato diseñó un molino de sifón capaz de funcionar como aceña sin necesidad de represar el agua, que patentó en 1563.

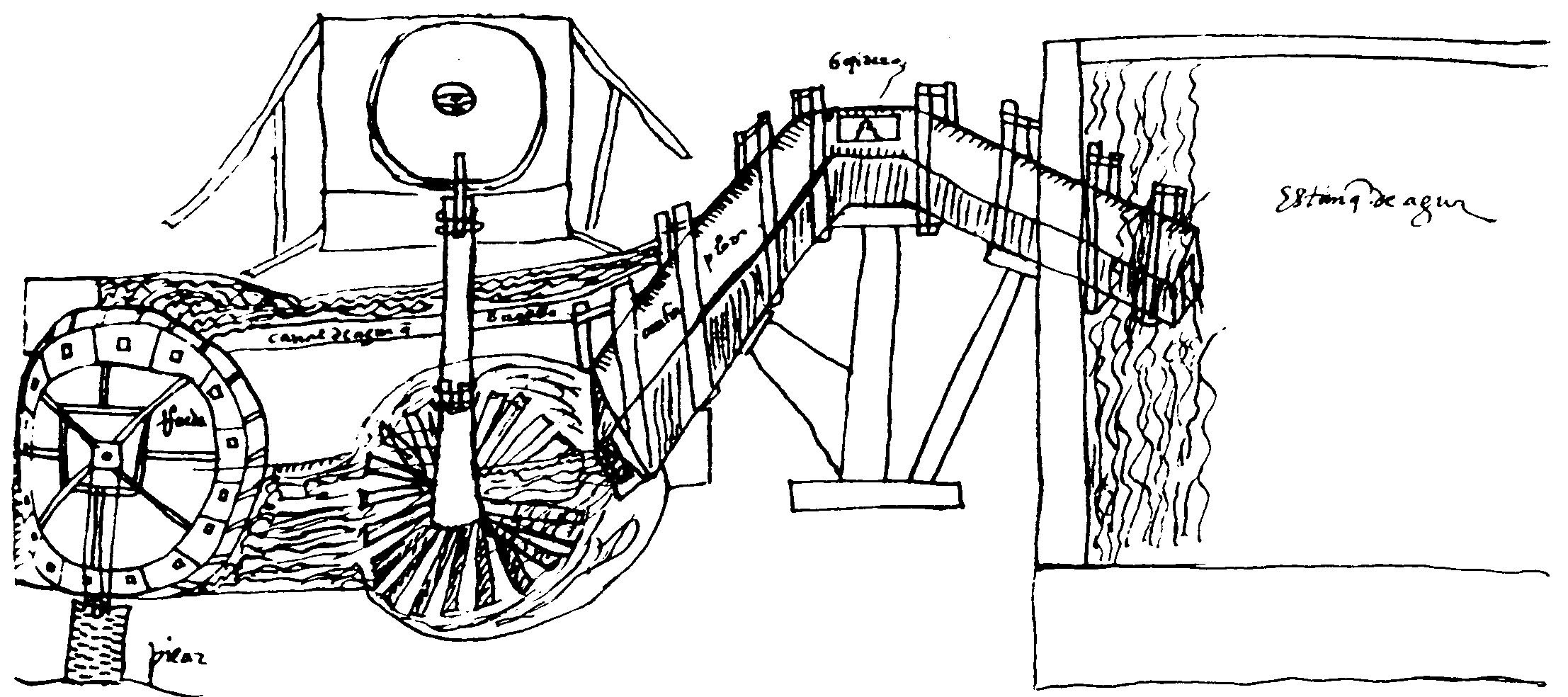
Molino de Sifón de Francisco Lobato y Gómez Pereira

En el folio 26 del Manuscrito de Francisco Lobato, el ingeniero medinense explica que decidió diseñar un molino muy especial, por iniciativa del rey Maximiliano II de Austria, que por esas fechas (ca. 1550) se hallaba pasando una temporada en Valladolid, refugiado a causa de las guerras contra los protestantes. El futuro rey de Bohemia tuvo el capricho de navegar por el río Duero, para lo que mandó construir una galera y ordenó retirar todas las construcciones que entorpeciesen la navegación, es decir, pesquerías y aceñas. Tal acción perjudicaba muchísimo a los lugareños, lo que indujo a Lobato y Pereira a diseñar un molino capaz de moler con la fuerza del agua sin ocupar el cauce del río. Lobato sigue explicando que hicieron un modelo que probaron en el río Zapardiel y que «molió y se meneaba con razonable fuerza [...], pero era tanta el agua que chupaba, que en medio día no quedaba gota...». Aunque el modelo fue perfeccionado con un azud que volvía parte del agua al río, el soberano se desentendió del proyecto y este cayó en el olvido. Lobato se quejaba amargamente de que, a pesar de las promesas de financiación de los Habsburgo «teníamos ya gastados 150 ducados, [...] y nunca se me pagó cosa ninguna, que algún día se lo tengo que pedir.» (op. cit.).
Pero Gómez Pereira ha pasado a la Historia sobre todo por sus escritos, particularmente por sus obras Antoniana Margarita (Medina del Campo, 1554) y Novae veraeque Medicinae (Medina del Campo, 1558). En tiempos modernos se le ha considerado parte de la escuela de Salamanca.

## Obra
De la unión de filosofía y medicina surgió la original forma de discurrir de Gómez Pereira, que rechazaba el criterio de autoridad de los viejos maestros antiguos y medievales y aplicaba la razón, la lógica y la experiencia. Por otra parte, para exponer sus ideas se servía a menudo de paradojas y silogismos que dejaban al descubierto los errores de aquellos a quienes cuestionaba, de modo que es posible afirmar que sus argumentaciones eran más negativas que positivas. Reivindicando su memoria y escritos en el Fray Gerundio de Campazas el padre Isla escribió que 

es de pública notoriedad en todos los estados de Minerva que este insigne hombre, seis años antes que hubiese en el mundo Bacon de Verulamio; más de ochenta antes de que naciese Descartes; treinta y ocho ante que Pedro Gasendo fuese bautizado en Champtercier; más de ciento antes que Isaac Newton hiciese los primeros puchericos en Volstrope, de la provincia de Lincoln; los mismos con corta diferencia antes que Guillermo Godofredo, barón de Leibniz, se dejase ver en Leipzig envuelto en las secundinas: digo padre mío fray Gerundio, que el susodicho Antonio Gómez Pereira, mucho tiempo antes que estos patriarcas de los filósofos neotéricos y a la papillota levantasen el grito contra los podridos huesos de Aristóteles [...] ya nuestro español había hecho el proceso al pobre Estagirita. Había llamado a juicio sus principales máximas, principiotes y axiomas; habíalos examinado con rigor y con imparcialidad; y sin hacerle fuerza la quieta y pacífica posesión de tantos siglos, había reformado unos, corregido otros, desposeído a muchos y hecho solemne burla de no pocos.
Padre Isla, Fray Gerundio de Campazas, t. I, II, cap. VI, 8

Y Menéndez Pelayo afirmaba que:

En Psicología experimental, Gómez Pereira está, a no dudarlo, más adelantado que la filosofía de su tiempo, más que la del siglo XVII, más que Bacon, más que Descartes. Ninguno observa como él los fenómenos de la inteligencia

Gómez Pereira formuló casi de modo idéntico y con anterioridad a Descartes, 1554, el célebre principio cogito ergo sum, (pienso, luego existo), elemento esencial del racionalismo occidental, 

Conozco que yo conozco algo. Todo lo que conoce es: Luego yo soy, (Nosco me aliquid noscere: at quidquid noscit, est: ergo ego sum).

La historia no le ha reconocido hasta la fecha esta aportación, a pesar de que Descartes ya fue acusado en su siglo por tan evidente plagio, entre otros por Pierre Daniel Huet. Huet también acusó a Descartes de plagiar a otro español anterior, Francisco Sánchez el Escéptico.

### Novae veraeque Medicinae
Su contenido es exclusivamente médico. Se centra en el estudio de las fiebres (sus causas y sus tipos) y en ciertas enfermedades concretas como la lepra o la viruela, entre otras. En esta obra, que dedicó al infante don Carlos, se enfrenta a las ideas de Galeno y de Aristóteles, así como a la tradición medieval del "magister dixit". Su método es totalmente empírico y racional, basándose en su experiencia como médico como criterio supremo de verdad y utilizando métodos curativos sencillos: «En no tratándose de cosas de Religión, no me rendiré al parecer y sentencia de algún filósofo, si no está fundado en la razón».
Gómez Pereira consideraba que el calor febril es engendrado por el propio cuerpo como un sistema de defensa para expulsar el daño que le afecta y, de este modo, la naturaleza restablece el equilibrio natural de todo organismo. Es pues una concepción totalmente moderna de la fiebre como una reacción contra las enfermedades.
En cuanto a sus estudios sobre enfermedades como la lepra o la viruela, entre otras, llegó a conclusiones que años después fueron elogiadas por el historiador y médico Antonio Hernández Morejón.

### Antoniana Margarita

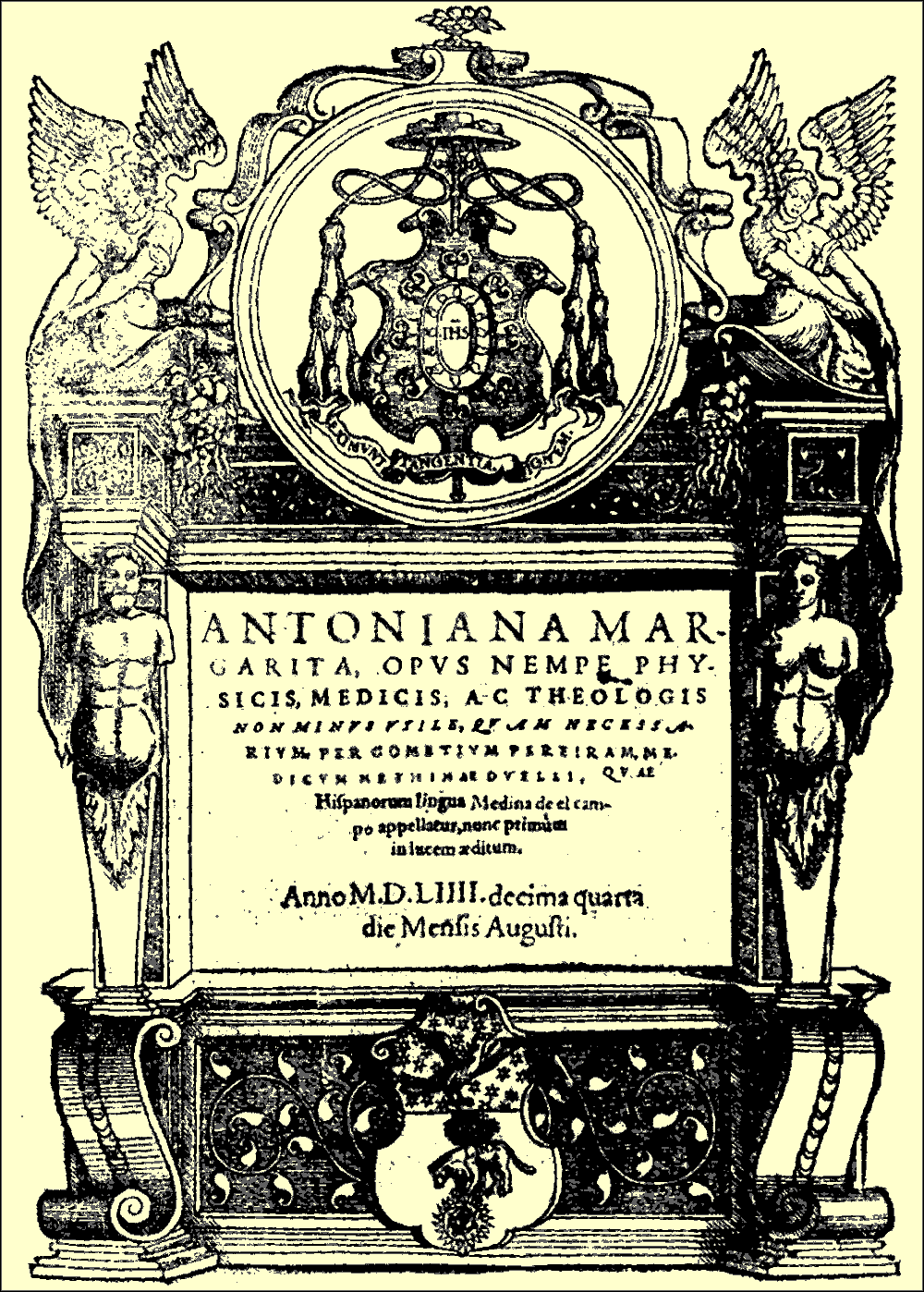
Antoniana Margarita

Una obra que fue reeditada numerosas veces y que, sin embargo no fue traducida al castellano hasta el año 2000 (con motivo del quinto centenario del nacimiento de su autor; la obra editada es facsimilar y bilingüe). Está dedicada a su maestro Juan Martínez Silíceo y, a su vez, el título es un homenaje a sus padres, Antonio y Margarita; aunque en el subtítulo intenta explicar el contenido del libro: una obra tan útil como necesaria a médicos, físicos y teólogos (Opus nempe phisicis, medicis ac teologis, non minus utile quam neccessarium). Es un tratado muy difícil de leer, pues carece de capítulos o apartados; según parece, al ser un cristiano nuevo y exponer ideas que parten del empirismo, hasta llegar al rozar el materialismo, Gómez Pereira quiso esconder un poco sus razonamientos, dado que, la sociedad y el estado en el que vivía (Castilla en el siglo XVI, el concilio de Trento ya iniciado...), podrían rechazarlos y no se atrevió a desarrollarlos hasta sus últimas consecuencias.
Es un tratado de filosofía en el que aborda tres temas fundamentales: el automatismo de las bestias, la teoría del conocimiento humano y la inmortalidad del alma.

## Pereira y Descartes
Después de que René Descartes publicara su Discurso del método en 1637, se cuestionó la originalidad de los pensamientos e incluso se dijo que era un plagio manifiesto de Gómez Pereira, ya que el filósofo español había sido estudiado por muchos intelectuales de prestigio durante los siglos XVI y XVII.
El primero en sugerir las similitudes entre los dos fue Pierre Daniel Huet, originalmente un seguidor y luego un opositor de la filosofía cartesiana. El propio Descartes se vio obligado a defenderse de estas acusaciones, como lo demuestra una carta que escribió en 1641 a su amigo el padre Marin Mersenne:

No he visto Antoniana Margarita, ni tengo más necesidad de verla que las Tesis de Lovaina o el libro de Hansenius, pero me gustaría saber dónde encontrar una copia si creo que es necesario.

Muchos estudiosos de los siglos XVII y XVIII se pusieron del lado de Descartes y despreciaron la obra de Pereira, entre ellos Pierre Bayle (aunque reconoció la similitud entre ambos) y los enciclopedistas Diderot y d'Alembert quien dijo:

Descartes es el primer filósofo que se atrevió a considerar a los animales como meras máquinas: por eso Gómez Pereira, que lo dijo un tiempo antes que él... tropecé con esta hipótesis por casualidad.

Sin embargo, muchos otros han defendido la tesis contraria. Incluso aceptando que Descartes puede no haber leído la obra de Pereira, argumentan que fue influenciado indirectamente, especialmente por la obra de otro médico y filósofo español, Francisco Valles, que la leyó en francés. Entre los que acusan a Descartes de ser una falsificación están Isaac Cardoso y Voltaire.
La base de esta crítica son las sorprendentes similitudes entre los dos pensadores en algunos puntos clave:
1. El método empírico: el de Descartes es a priori y deductivo, mientras que el de Pereira es a posteriori e inductivo.
2. Almas de animales: para ambos, es un alma material, limitada y mortal
3. El "automatismo de las bestias": mientras Descartes dice que los animales tienen cuerpo, mente y memoria, Pereira dice lo mismo usando un lenguaje diferente, a saber, los animales tienen estructura interna o "soma", estímulos externos o "fantasmas". ', y la capacidad de aprender o memoria.
4. El silogismo básico es sorprendentemente similar en ambos, el "Cogito ergo sum" ("je pense, donc je suis") de Descartes versus el "quidquid noscit, est, ergo ego sum' '" de Pereira (que precede a Descartes en unos cien años).